# Monika Richardson
Monika Justyna Richardson de domo Pietkiewicz, tertio voto Zamachowska (ur. 25 kwietnia 1972 we Wrocławiu) – polska iberystka, dziennikarka i prezenterka telewizyjna. Założycielka szkoły językowej Richardson School.

## Życiorys
Ukończyła naukę w XIV Liceum Ogólnokształcącym im. Polonii Belgijskiej we Wrocławiu. Studiowała iberystykę na Uniwersytecie Warszawskim. Dyplom obroniła w 1995 w Ośrodku Studiów Amerykańskich UW. Podczas studiów była nauczycielką języka angielskiego, pracowała w agencji reklamowej Biuro Reklamy SA oraz była piarowcem w firmie produkującej komputery Dell.
W 1995 rozpoczęła pracę w TVP2, w której była prowadzącą, autorką i współautorką programów Kulty popkultury, Teleadwokat, Europejczycy, Strefa otwarta, Witaj, Europo, Europa da się lubić, Orzeł czy reszta? i Wstęp Wolny. Od października do grudnia 2006 zasiadała w jury programu Supertalent. W latach 2006–2008 pełniła funkcję redaktorki naczelnej miesięcznika „Zwierciadło”. W 2009 w parze z Krzysztofem Hulbojem zajęła czwarte miejsce w dziewiątej edycji programu TVN Taniec z gwiazdami. W 2011 zakończyła pracę w TVP.
Od marca 2011 do czerwca 2012 współprowadziła z Jarosławem Budnikiem poranną audycję Radia Złote Przeboje Złote przeboje na dzień dobry. Od lutego do października 2012 pracowała w TTV, gdzie do czerwca 2012 współprowadziła nadawany w dni powszednie program Raz lepiej, raz gorzej, a od września do końca października 2012 współprowadziła (z Romanem Czejarkiem) Studio TTV, weekendowy magazyn podsumowujący wydarzenia polityczne i showbiznesowe minionego tygodnia.
W 2013 powróciła do pracy w TVP2, od kwietnia 2013 do listopada 2019 współprowadziła poranny program Pytanie na śniadanie, a wiosną 2019 prowadziła wznowioną serię programu Europa da się lubić. Od listopada 2020 do kwietnia 2021 przeprowadzała wywiady dla tygodnika „Wprost”. Jesienią 2021 otworzyła szkołę językową Richardson School. Od października 2024 jest jedną z prowadzących program śniadaniowy Na dobry dzień w internetowej telewizji Silver TV.

## Życie prywatne
Jest córką architekta Jerzego Pietkiewicza i dziennikarki Barbary Trzeciak-Pietkiewicz. Po rozwodzie rodziców pozostała z matką. Miała młodszego brata Filipa (zm. 2012). Jej bratem ciotecznym jest Piotr Kraśko.
W czasach studenckich była związana z Przemysławem Pohrybieniukiem. Trzykrotnie zamężna. W latach 1995–2000 była żoną Willa Richardsona, amerykańskiego dziennikarza i podróżnika, a w sierpniu 2001 poślubiła Szkota Jamiego Malcolma, byłego pilota RAF, pilota linii Virgin Atlantic. Z drugiego małżeństwa ma dwoje dzieci, Tomasza Davida (ur. 2001) i Zofię. Rozwiedli się w 2012. 3 maja 2014 wyszła za aktora Zbigniewa Zamachowskiego i po ślubie przyjęła nazwisko męża. W marcu 2021 potwierdziła rozstanie z mężem, z którym rozwiodła się we wrześniu 2023. Od czerwca 2021 do maja 2023 była w związku z przedsiębiorcą Konradem Wojterkowskim.

## Nagrody
- Nagroda Europejskie Pióro
- Nagroda Mikrofon
- Nagroda Ekran
- Laureatka Telekamer 2005
- Nominowana do Wiktorów 2004

## Publikacje
- 2008: Lubię być Polakiem, Wydawnictwo Dolnośląskie
- 2008: Moja Europa da się lubić, Publicat
- 2012: Polki na Bursztynowym Szlaku (współautorka: Lidia Popiel), Świat Książki
- 2012: Pożegnanie z Anglią (współautorka: Małgorzata Pietkiewicz), Czerwone i Czarne
- 2014: Kuchnia kobiet, Wydawnictwo Ole

## Filmografia
- 1985: Problemat profesora Czelawy jako Joasia Paliwoda, córka Janka[24]
- 2000: Egoiści jako prezenterka telewizyjna[24]